# Колачкі
Колачкі (пол. Kołaczki) — село в Польщі, у гміні Снядово Ломжинського повіту Підляського воєводства.
Населення — 47 осіб (2011).
У 1975-1998 роках село належало до Ломжинського воєводства.

## Демографія
Демографічна структура станом на 31 березня 2011 року:
|          | Загалом | Допрацездатний вік | Працездатний вік | Постпрацездатний вік |
| -------- | ------- | ------------------ | ---------------- | -------------------- |
| Чоловіки | 21      | 4                  | 14               | 3                    |
| Жінки    | 26      | 5                  | 11               | 10                   |
| Разом    | 47      | 9                  | 25               | 13                   |